# Chamaedorea warscewiczii
Chamaedorea warscewiczii là loài thực vật có hoa thuộc họ Arecaceae. Loài này được H.Wendl. mô tả khoa học đầu tiên năm 1862.